# 雪山马兰
（學名：Aster takasagomontanus Sasaki）为菊科紫菀属下的一个种。

## 扩展阅读
- 維基物種上的相關：雪山马兰